# Nová Ves (Hodětín)
Nová Ves (německy Neudorf) je malá vesnice, část obce Hodětín v okrese Tábor v Jihočeském kraji. Nachází se asi 1,5 kilometru severně od Hodětína. Je zde evidováno 17 adres. V roce 2011 zde trvale žilo devatenáct obyvatel.
Nová Ves leží v katastrálním území Blatec u Hodětína o výměře 6 km².

## Historie
První písemná zmínka o vesnici pochází z roku 1842.

## Obyvatelstvo
| Rok            | 1869 | 1880 | 1890 | 1900 | 1910 | 1921 | 1930 | 1950 | 1961 | 1970 | 1980 | 1991 | 2001 | 2011 | 2021 |
| -------------- | ---- | ---- | ---- | ---- | ---- | ---- | ---- | ---- | ---- | ---- | ---- | ---- | ---- | ---- | ---- |
| Počet obyvatel | 125  | 116  | 95   | 123  | 104  | 97   | 111  | 56   | 47   | 33   | 27   | 15   | 17   | 19   | 19   |
| Počet domů     | 12   | 13   | 13   | 13   | 14   | 14   | 18   | 18   | 18   | 12   | 9    | 16   | 17   | 16   | 15   |

## Obecní správa
Při sčítání lidu v letech 1850–1971 Nová Ves byla osadou obce Blatec, se kterým patřila nejprve do okresu Milevsko, ale v roce 1950 v okrese Týn nad Vltavou a od roku 1960 v okrese Tábor. Od 26. listopadu 1971 do 31. prosince 1974 byla částí obce Hodětín v okrese Tábor, kdy se konaly obecní volby. Od 1. ledna 1975 do 23. listopadu 1990 byla částí obce Březnice v okrese Tábor. Od 24. listopadu 1990 je opět částí obce Hodětín v okrese Tábor.

## Další fotografie

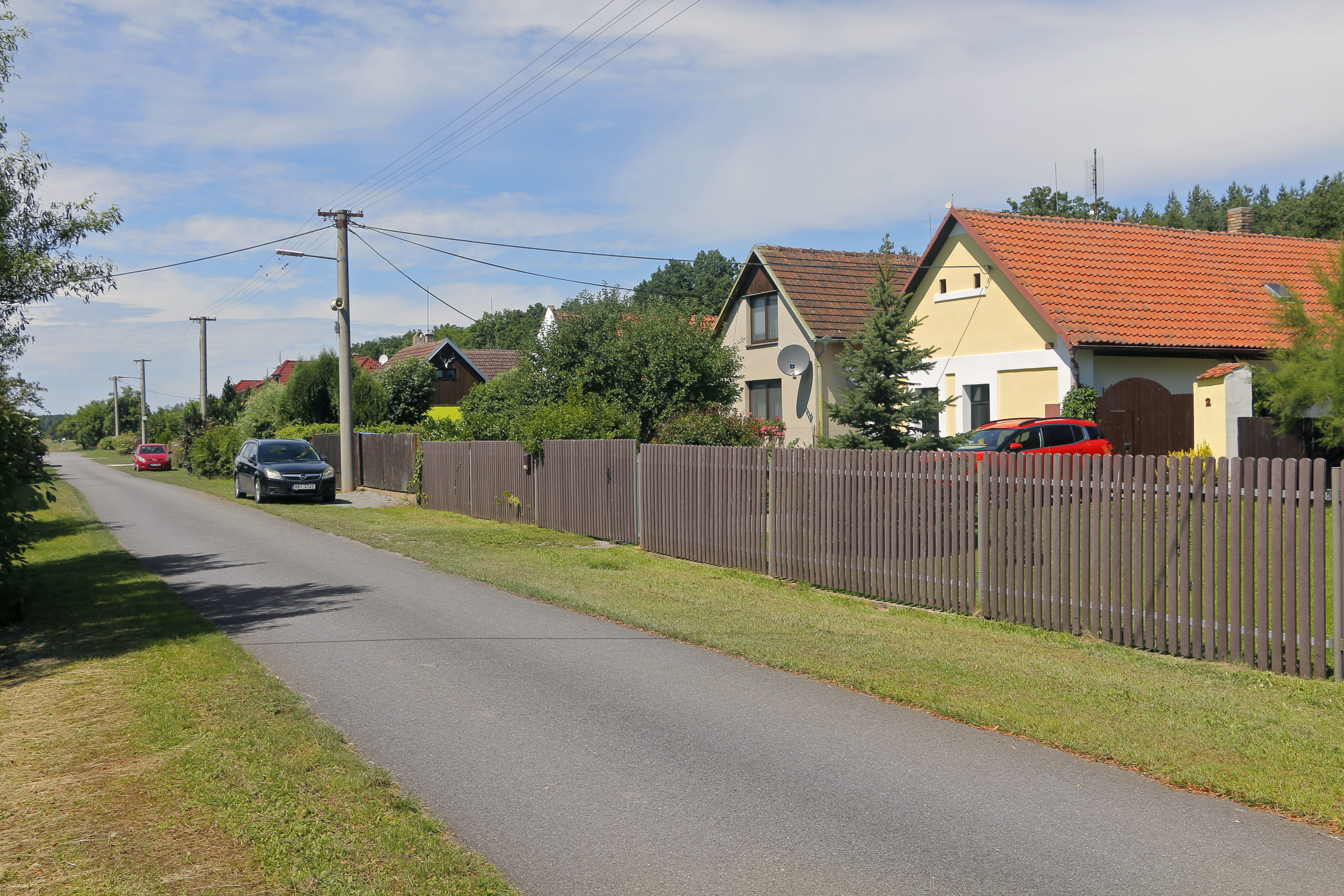
Hlavní a jediná silnice
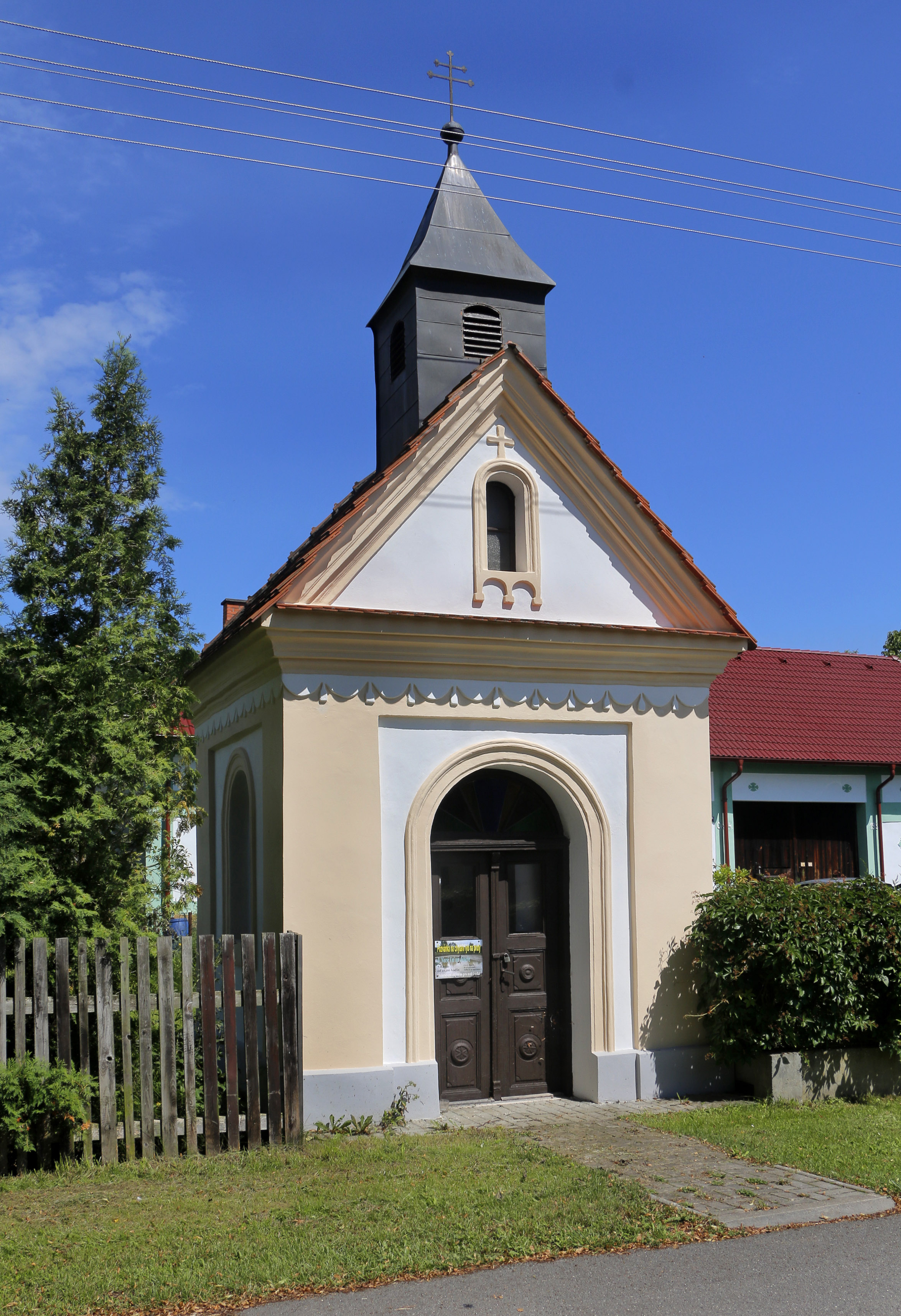
Kaple u silnice
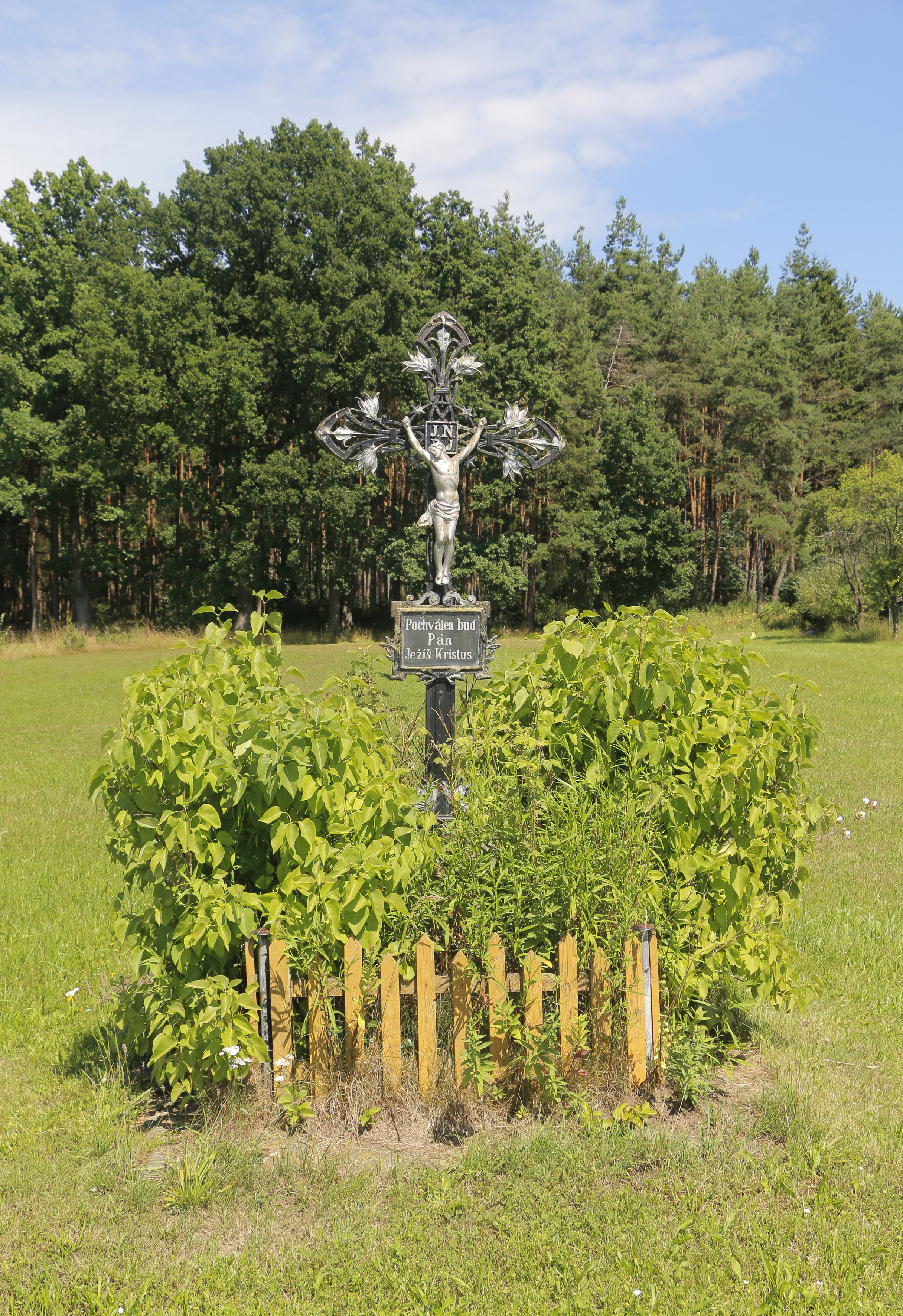
Křížek v poli
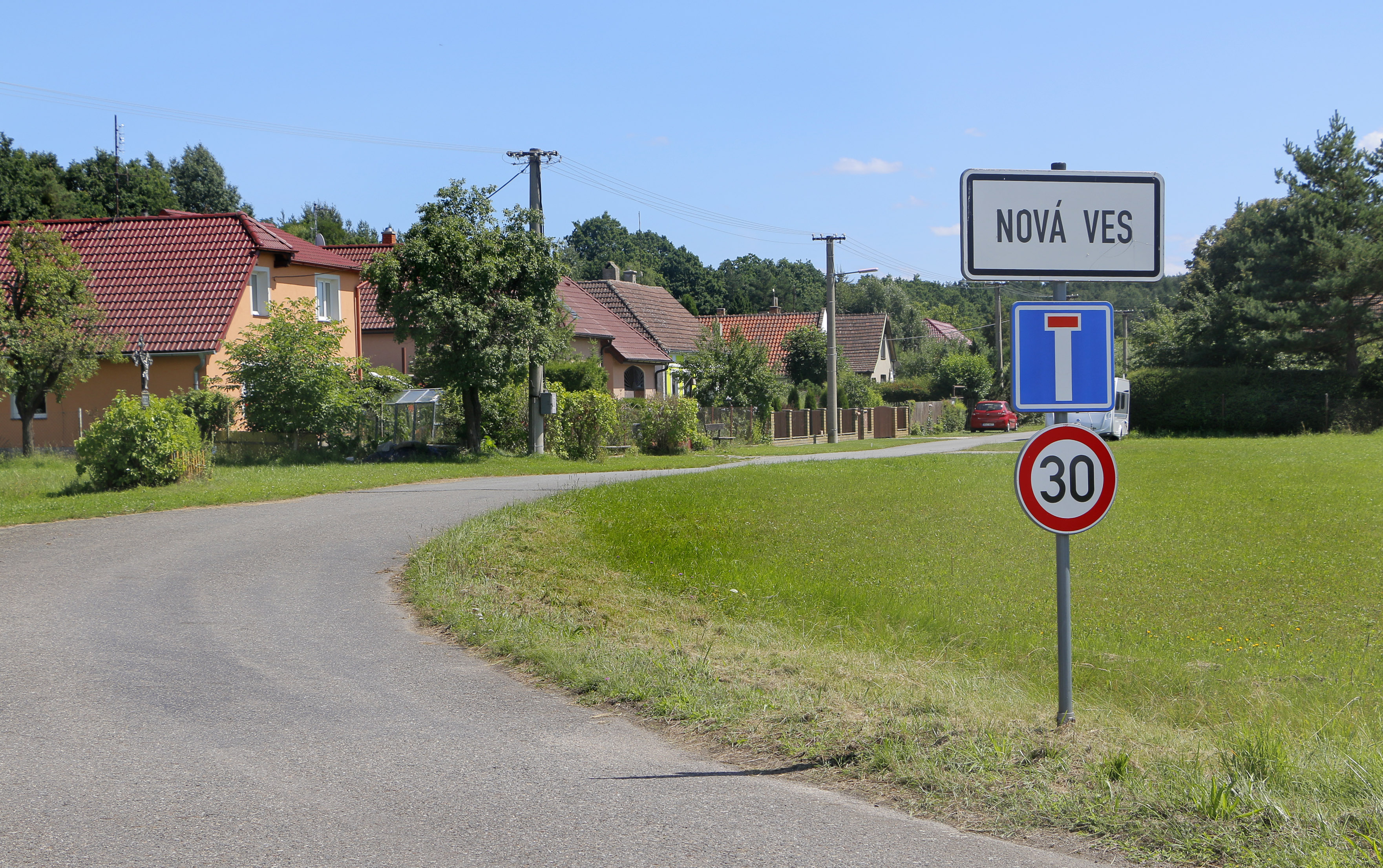
Příjezd do vsi